# Parade van Pen
De parade van Pen is een grafische voorstelling van inkomens- of vermogensongelijkheid in een staafdiagram, plastischer gemaakt door het staafdiagram te interpreteren als een optocht van mensen van diverse lengtes. De figuur is ontworpen door de econoom Jan Pen en voor het eerst gebruikt in diens Income distribution (1971), waarin Pen de inkomensverdelingen in het Verenigd Koninkrijk bespreekt. Hij noemde het "de parade van dwergen en enkele reuzen"
In de parade van Pen is de bevolking geordend van arm naar rijk in een staafdiagram gezet. Pen stelde zich voor dat elke staaf een persoon is, en dat deze personen in een uur tijd van rechts naar links komt langs paraderen; en bovendien, dat de grootte van de personen evenredig is met de lengte van de staven, genormaliseerd zodat de gemiddeld rijke persoon 1,74 m lang is. Zo ontstaat, in typische welvaartsverdelingen, een "parade van dwergen en enkele reuzen": veruit de meeste mensen hebben een inkomen of vermogen onder het gemiddelde, omdat het gemiddelde doorgaans hoger is dan de mediaan, terwijl aan het eind van de parade enkele superrijken langskomen, die een vermogen of inkomen ver boven het gemiddelde genieten.